# Радиотелескоп
Радиотелескоп е вид радиоантена, която може да бъде насочвана в определена посока.
Използва се в радиоастрономията, за да регистрира радиоизлъчването на отдалечени астрономически обекти. За разлика от оптическите телескопи, радиотелескопите работят не във видимата област, а улавят радиовълни с честота от няколко стотици мегахерца до няколко стотици гигахерца и могат да регистрират и най-слабите сигнали в тази област на електромагнитния спектър.
С радиотелескопите астрономите се надяват да наблюдават космически обекти, които се намират на огромни разстояния. Радиотелескопът също помага на учените да засекат повече пулсари, което от своя страна означава повече възможности за засичане на гравитационни вълни.

## Известни радиотелескопи
От 2016 г. най-големият сферичен радиотелескоп със запълнена апертура в света работи в Китай. Той е с диаметър на огледалото 500 m (на английски: Five-hundred-meter Aperture Spherical Telescope, FAST). и се намира в планината Гуижоу, провинция Гуейджоу. Състои се от 4450 съставни панела. Получил е наименованието Тянян – Небесното око (Tianyan). За построяването му са вложени над 185 милиона долара, а освен това се е наложило преселване на над 9 000 жители на провинцията Гуижоу.
Радиотелескопът на обсерваторията Аресибо (Arecibo) в Пуерто Рико е втори по големина с диаметър на огледалото 305 m и с двойно по слаба чувствителност.
Друг голям и известен радиотелескоп е „Голямата редица“ в Ню Мексико, САЩ. Той се състои от 27 радиотелескопа. Диаметърът на всеки един от тях е 25 m.